# Universiteit van Perpignan
De Universiteit van Perpignan (Frans Université de Perpignan, voluit Université de Perpignan Via Domitia) is een universiteit in de Franse stad Perpignan, opgericht in 1349. Het is een kleinere universiteit, met zo'n 9.638 studenten (2019). Deze studenten zijn verdeeld over 4 Unités de Formation et de Recherche ("faculteiten") en 3 instituten.

## Geschiedenis

### Oorpsronkelijke universiteit
De eerste universiteit in Perpignan is opgericht in 1349 door Peter IV van Aragón. Het was de tweede universiteit in de Kroon van Aragón, na de Universiteit van Lerida. De opening van de universiteit kan gezien worden als een compensatie voor het verliezen van de status als hoofdstad van het Koninkrijk Majorca in 1344, als de stad en de omliggende regio worden ingelijfd bij de Kroon van Aragón. De universiteit bood scholing in de kunsten, geneeskunde, rechten en theologie, aan studenten die voornamelijk uit Catalonië afkomstig waren.
De Universiteit slaagt er niet in een grote naam te krijgen in de regio en wordt overschaduwd door de universiteiten van Toulouse, Montpellier en Lerida. Desalniettemin blijft de universiteit functioneren tot in de Vroegmoderne Tijd. Als Perpignan en Roussillon in 1659 door de Vrede van de Pyreneeën bij het Koninkrijk Frankrijk gevoegd wordt, trekt de universiteit enkel nog studenten uit die streek aan.
In de jaren '60 van de 18e eeuw kreeg de universiteit een nieuw gebouw, en bij de gelegenheid werden er ook een aantal nieuwe elementen aan toegevoegd waaronder een hortus botanicus op de Bastion des Capucins en een openbare bibliotheek. Maar niet veel later, in 1794, sluit de universiteit haar deuren.

### Oprichting huidige universiteit
De voortdurende herinnering aan de verloren universiteit heeft een rol gespeeld in de oprichting van hoger onderwijs in Perpignan in de jaren '50 van de 20e eeuw, en van een centre universitaire in 1971. Dit was een vestiging van de Universiteit van Montpellier. Dit centre universitaire zou uitgroeien tot de zelfstandige Université de Perpignan Via Domitia in 1979.

## Faculteiten en instituten
De universiteit van Perpignan heeft nevenvestigingen in Carcassonne, Narbonne, Mende en Font-Romeu. De universiteit beschikt over de volgende faculteiten: 
- Rechten en economische wetenschappen (Perpignan, Narbonne en Mende)
- Letteren en sociale wetenschappen
- Exacte wetenschappen
- STAPS (sport en beweging, in Perpignan en Font-Romeu)

Daarnaast heeft de universiteit een aantal Instituts Universitaires de Technologie (IUT) in Perpignan, Narbonne en Carcassonne. 
De Universiteit van Perpignan is de enige universiteit in Frankrijk waar Catalaans gestudeerd kan worden. Bovendien heeft het een onderzoeksinstituut dat zich specifiek met de Catalaanse taal en letteren bezighoudt. 